# Dennis Chun
Dennis Chun, né le 18 mars 1952 à Hawaii, est un acteur américain. Il est le fils de Kam Fong Chun, acteur dans Hawaii police d'État. Il incarne le Sergent Duke Lukela dans le redémarrage de la série, dans laquelle son père était connu pour jouer Chin Ho Kelly dans la série originale,,.

## Filmographie
- 1972 : The Brady Bunch : Jeune ouvrier
- 1974 : Inferno in Paradise : Kimo
- 1974–1975 : Hawaii police d'État : Officier Wade
- 1988 : Magnum : William Chun
- 1989–1990 : La loi est la loi : Detective/Johnny Witt
- 1991 : Goodbye Paradise : John Young
- 2010–2020 : Hawaii 5-0 : Sergent Duke Lukela
- 2019–2022 : Magnum : Sergent Duke Lukela